# Păltiniș (Botoșani)
Păltiniș  è un comune della Romania di 3 240 abitanti, ubicato nel distretto di Botoșani, nella regione storica della Moldavia.
Il comune è formato dall'unione di 4 villaggi: Cuzlău, Horodiștea, Păltiniș, Slobozia.